# Verdicchio

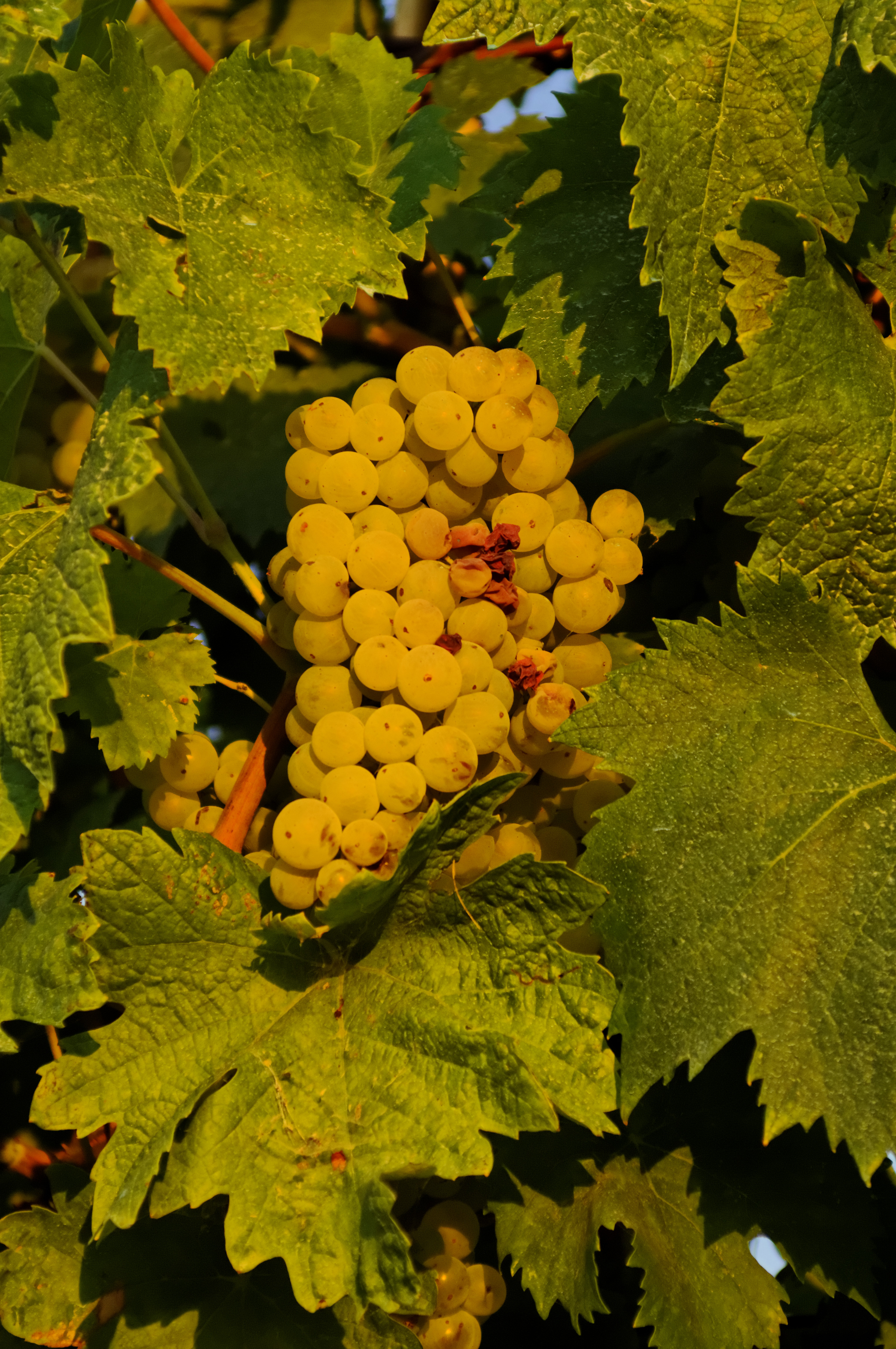
Racimo de verdicchio.

La verdicchio es una uva blanca italiana que crece sobre todo en la región de las Marcas, en el centro de Italia. El nombre verdicchio deriva de las palabras italianas "verde" (palabra italiana idéntica a la española) y hace referencia al color verde claro que pueden tener los vinos hechos de esta uva.
La verdicchio es la principal uva de las Denominazione di Origine Controllata (DOC) de Verdicchio di Matelica (en la provincia de Macerata) y Verdicchio dei Castelli di Jesi (en la provincia de Ancona). La verdicchio se usa para producir vinos sin gas, espumosos y de pasas.

## Historia
La verdicchio tiene una larga historia en la región de las Marcas, en el centro de Italia, y hay documentos que hablan de su presencia en la zona desde el siglo XIV. A pesar de su sensibilidad a las condiciones climáticas y su propensión a tener rendimientos variables y a dar vinos de calidad variable, la verdicchio es una variedad muy popular en el centro de Italia, donde a mediados de la década de 1980 había 65.000 ha plantadas. Eso hizo que entonces fuese la decimoquinta uva más plantada del mundo, por delante de variedades tan conocidas como la chardonnay, la pinot noir, la sauvignon blanc y la sangiovese.
Aunque los ampelógrafos creen que la verdicchio probablemente sea una especie nativa de las Marcas, parece que tiene parentesco con las variedades trebbiano y greco. Los clones de trebbiano cultivados en Lombardía y Soave tienen grandes similitudes con la verdicchio y las evidencias genéticas señalan que la greco probablemente fue un antepesado de casi todas las vides blancas nativas de Italia.

## Regiones vinícolas

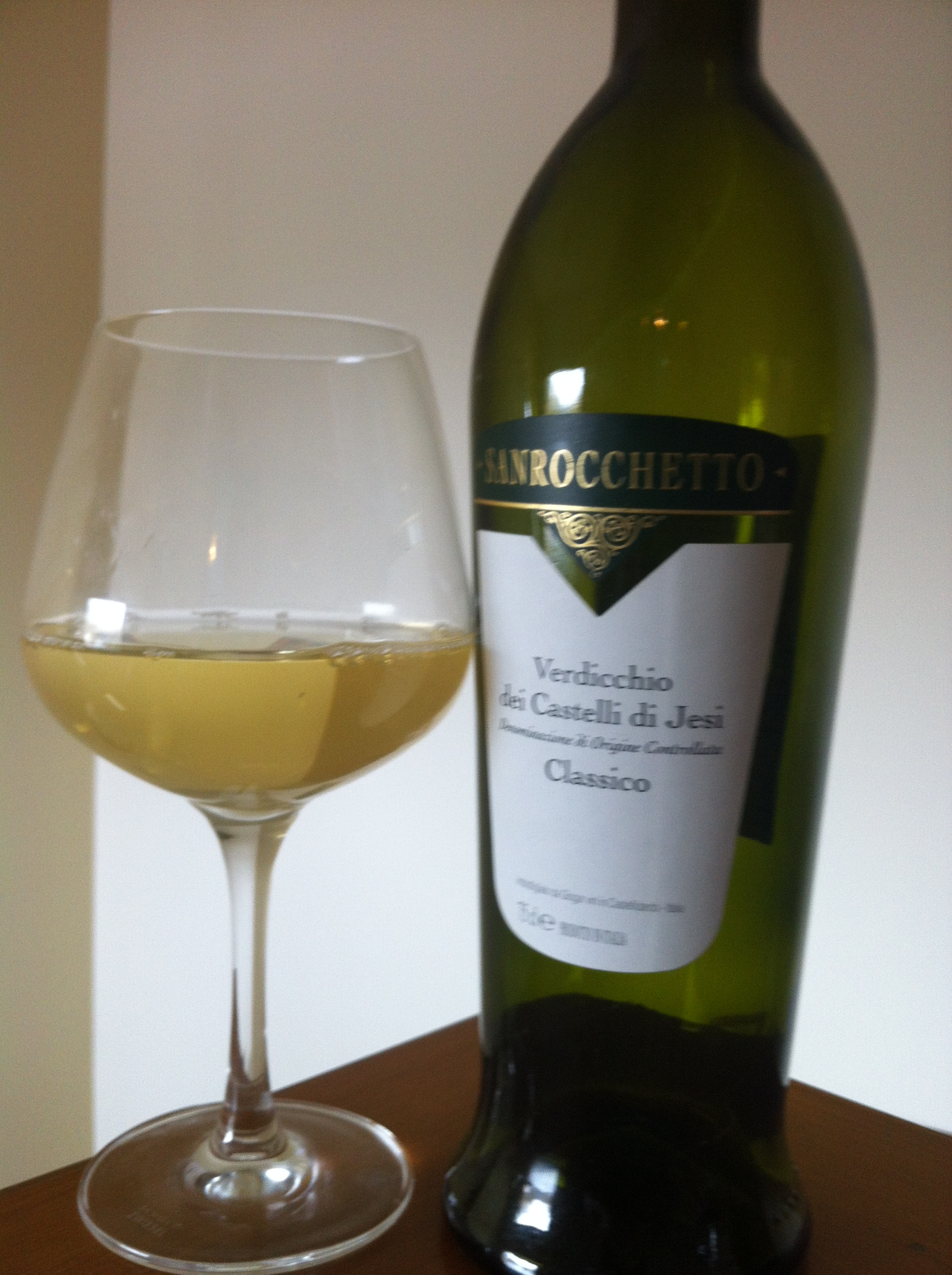
Un vino de verdicchio de Castelli di Jesi.

Aunque la verdicchio ha sido cultivada ampliamente en toda la región de las Marcas, es la uva más habitual en dos DOC de esta región: Verdicchio di Matelica y Verdicchio dei Castelli di Jesi. Castelli di Jesi, localizada cerca de la comuna de Jesi, en la provincia de Ancona, es la mayor de las dos áreas DOC y tiende a producir una mayor cantidad de este vino. En Matelica, que se encuentra en las inmediaciones de la provincia de Macerata, los rendimientos de la verdicchio están más restringidos por las regulaciones de la DOC y los mejores viñedos están situados junto a las laderas que bordean el valle de Esino.

### Regiones DOC

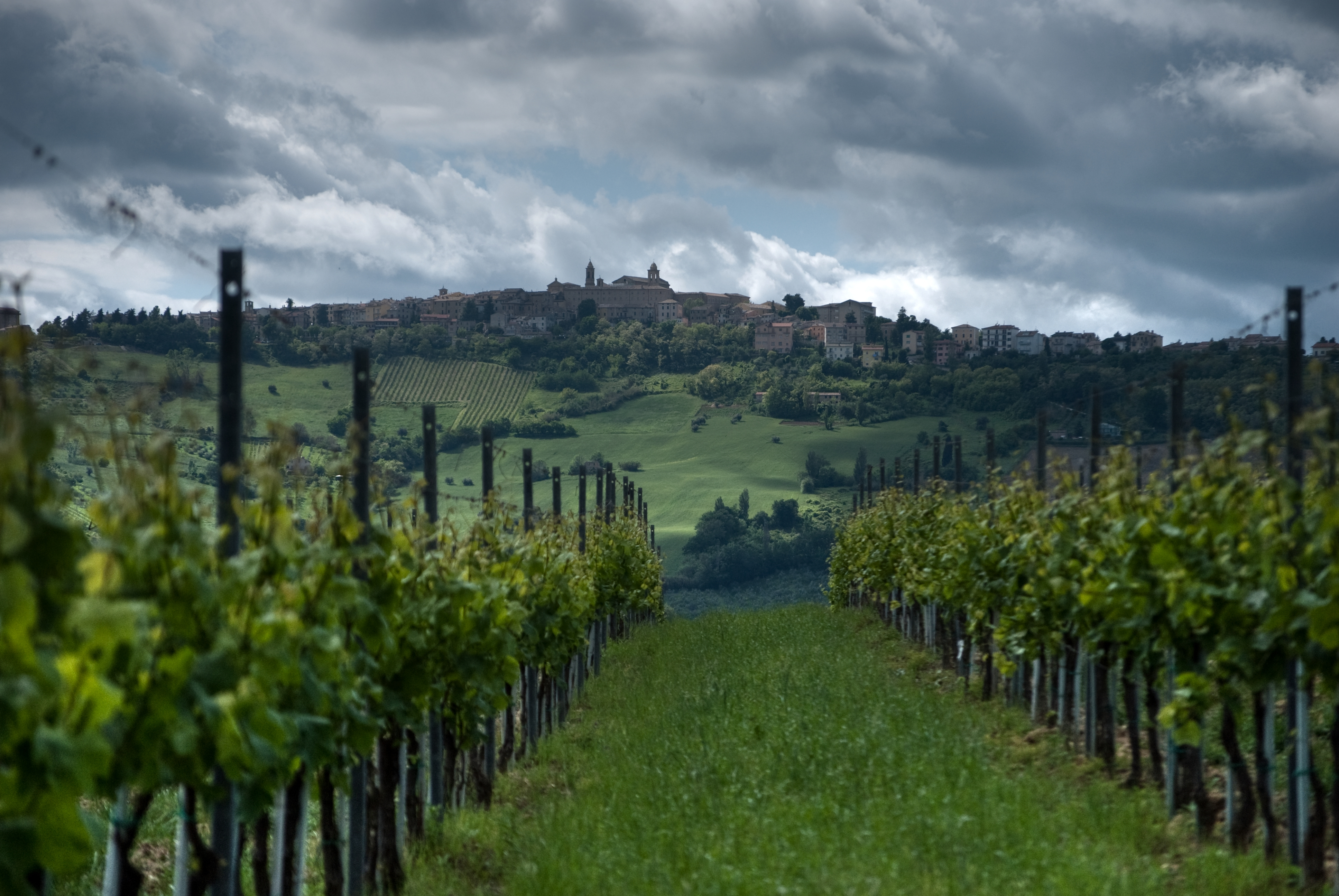
Vides de verdicchino en Cupramontana.

Las siguientes DOC son las que incluyen a la verdicchio entre las variedades permitidas, junto con otras uvas que son incluidas en la mezcla en porcentajes regulados por cada DOC. En los vinos etiquetados como de verdicchio, esta debe ser la variedad mayoritaria en la mezcla:
- Cerveteri DOC (Lacio): Sobre todo trebbiano, gomagnolo, moscato giallo y malvasía, con hasta un 15% permitido de verdicchio, friulano, bellone y/o bombino bianco.
- Circeo DOC (Lacio): Sobre todo trebbiano, con hasta un 15% permitido de verdicchio junto con otras variedades locales.
- Colli Maceratesi DOC (Marcas): sobre todo maceratino, con hasta un 30% permitido de verdicchio, chardonnay, sauvignon blanc, incrocio bruni, pecorino, trebbiano, malvasía y grechetto. La verdicchio está permitida en los vinos sin gas, espumosos y passito.
- Colli Martani DOC (Umbría): Sobre todo trebbiano y/o grechetto con hasta un 15% de verdicchio, garganega y malvasía.
- Colli Perugini DOC (Umbría): Sobre todo trebbiano, con entre un 15–35% de verdicchio y/o grechetto y garganega.
- Colli Pesaresi DOC (Marcas): Puede hacerse mayoritoriamente de verdicchio, pero también puede mezclarse con biancame, pinot gris, pinot noir (con maceración antes de la fermentación), riesling italico, saubignon blanc, pinot blanc, chardonnay y trebbiano.
- Colli del Trasimeno DOC (Umbría): Sobre todo trebbiano, con hasta un 40% de verdicchio permitido junto con verdello, malvasía y grechetto.
- Controguerra DOC: Sobre todo trebbiano y passerina, con hasta un 25% de verdicchio y otras variedades locales. En los vinos espumosos, la trebbiano se mezcla con verdicchio, pecorino y chardonnay.
- Esino DOC (Marcas): 50–100% de verdicchio, con otras variedades locales para lo restante.
- Falerio dei Colli Ascolani DOC (Marcas): Sobre todo trebbiano, con hasta un 15% de verdicchio permitido junto con la passerina, malvasía, pinot blanc y pecorino.
- Lacrima di Morro d'Alba DOC  (Marcas): Sobre todo lacrima (variedad tinta) con hasta un 15% permitido de verdicchio.
- Marino DOC (Lacio): Sobre todo malvasía y trebbiano, con hasta un 10% de verdicchio para rellenar la parte restante, junto con otras variedades locales.
- Verdicchio dei Castelli di Jesi DOC (Marcas): Un mínimo del 85% de trebbiano y malvasía para la parte restante. El vino espumoso y passito de la DOC se produce con verdicchio.
- Verdicchio di Matelica DOC (Marcas): Un mínimo del 85% de verdicchio con trebbiano y malvasía para la parte restante. Los vinos espumosos y passito de la DOC se producen con verdicchio.

## Vinos

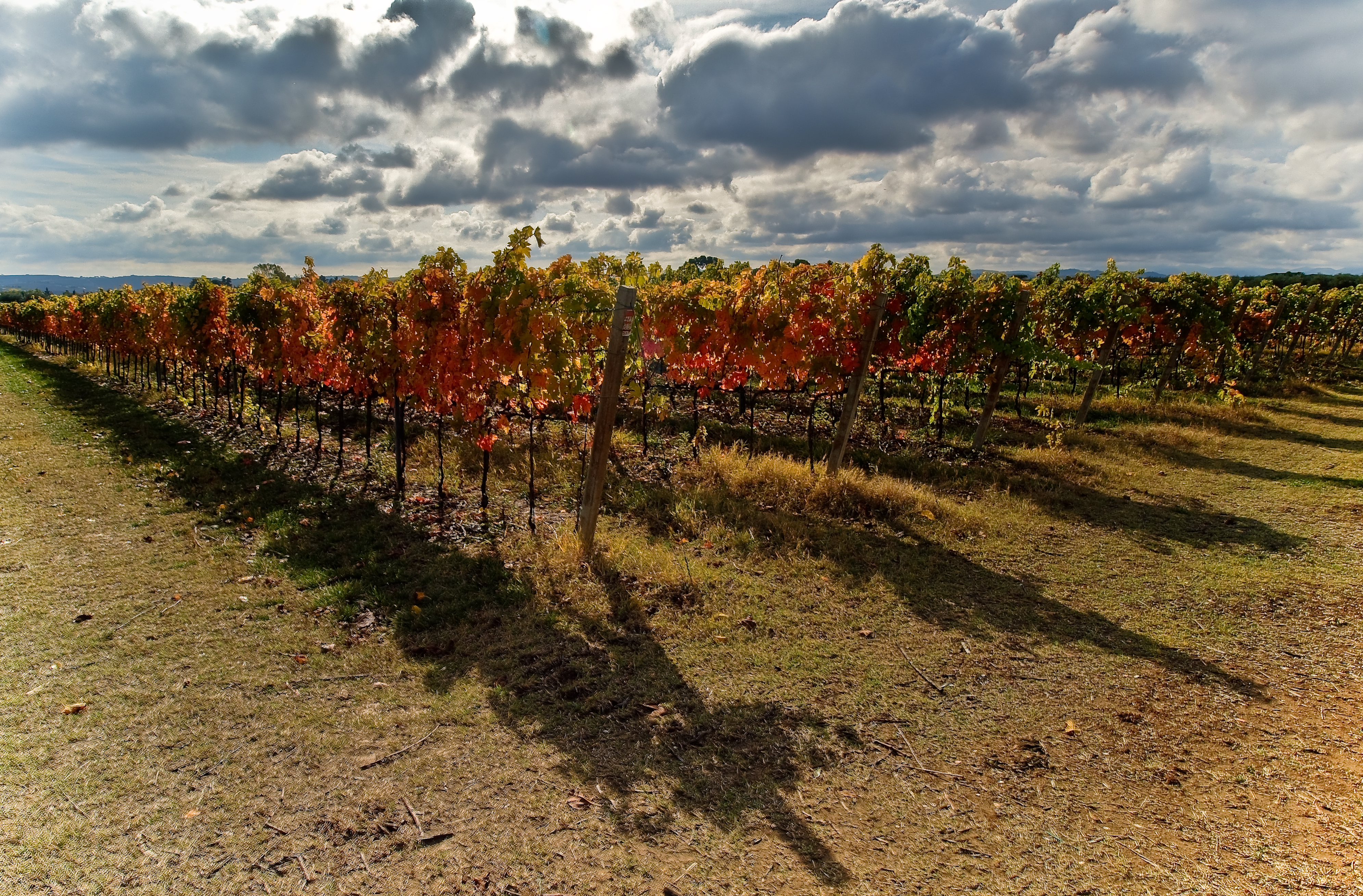
Vides de verdicchio a finales de octubre, cerca de la cosecha.

La verdicchio pueden producir vinos con poco color, una notable acidez y que dejan en el paladar notas a cítricos. Según la experta en vino Jancis Robinson, los ejemplares bien realizados de las añadas más favorecidas pueden tener aromas a limón y ligeras notas a almendra. Robinson también señala que la alta acidez natural de la variedad hace que sirva bien para la producción de vinos espumosos.
Según Oz Clarke, la calidad de los vinos de verdicchio ha mejorado desde mediados del siglo XX, a medida que los productores han ido limitando los rendimientos, incluso más de lo que exigían las regulaciones de las DOC, para producir uvas con más sabor y con un mejor balance de acidez. Clarke destaca que la sutileza de los abores de la verdicchio hace que acompañe bien con varios alimentos.

## Clones y plantaciones
La verdicchio es muy susceptible a la producción de clones mediante la mutación, y hay varias subvariedades en el centro de Italia conocidas con varios sinónimos. Al igual que ocurre con otras variedades italianas, es muy difícil catalogarlas con precisión. Jancis Robinson, en su obra Guide to Wine Grapes, señaló que en 1996 había unas 4.000 ha de verdicchio en las provincias de la costa adriática. Esa cifra se ha reducido enormemente desde mediados de los 80, cuando había 65.000 ha en toda Italia. No obstante, algunos expertos en vino, incluida Jancis Robinson, especulan que algunas de estos viñedos eran en realidad de trebbiano. La trebbiano comparte varios sinónimos con la verdicchio.

## Sinónimos
Los sinónimos de la variedad son boschera bianca, giallo, maceratese, maggiore, marchigiano, mazzanico, niuivres, peloso, peverella, peverello, peverenda, peverise bianco, pfeffer, pfeffertraube, terbiana, torbiana, trebbiano di lugana, trebbiano di soave, trebbiano verde, trebbiano veronese, turbiana, turbiana moscato, turbiano, turviana, uva aminea, uva marana, verdello duro persico, verdicchio bianco, verdicchio dolce, verdicchio doratel, verdicchio doratello, verdicchio giallo, verdicchio marchigiano, verdicchio marino, verdicchio peloso, verdicchio scroccarello, verdicchio seroccarello, verdicchio straccione, verdicchio stretto, verdicchio verdaro, verdicchio verde, verdicchio verzaro, verdicchio verzello, verdone, verzaro y verzello verde.